# Sitno, Szczecinecki
Sitno [ˈɕitnɔ] (tiếng Đức: Hütten bei Gellin là một ngôi làng thuộc khu hành chính của Gmina Szczecinek, thuộc huyện Szczecinecki, Zachodniopomorskie, ở phía tây bắc Ba Lan. Nó nằm khoảng 8 kilômét (5 mi)   về phía nam của Szczecinek và 141 km (88 mi) về phía đông của thủ đô khu vực Szczecin.
Trước năm 1945, khu vực này là một phần của Đức. Đối với lịch sử của khu vực, xem Lịch sử của Pomerania.

## Cư dân đáng chú ý
- Karl Albrecht Schachtschneider (sinh năm 1940)